# Papež Janez XII.
Janez XII. (latinsko Joannes Duodecimus), italijanski rimskokatoliški kardinal in papež; * 937 Rim (Papeška država, Frankovsko cesarstvo, † 14. maj 964 Rim (Papeška država, Sveto rimsko cesarstvo, danes: Italija) 

Papež je bil od 16. novembra 955 do 6. novembra 963, ko je bil na Otonov pritisk odstavljen; po njegovem in v skladu z veljavnimi kanonskimi predpisi pa je vladal vse do smrti, 14. maja 964. 

## Papež
To je drugi papež, ki je spremenil svoje krstno ime po Janezu II., ki se je prej imenoval Merkur (rimski bog); za Janezom XII. so to storili nekateri papeži, kot redna praksa pa se je sprememba imena po izvolitvi uveljavila z Benediktom VIII. (1012-1024).

Knez Alberik je malo pred svojo smrtjo avgusta 954 na Petrovem grobu zaprisegel rimske plemiče in duhovščino, da po Agapitovi smrti njegovega sina Oktavijana izvolijo za papeža. Tako je 16. decembra 955 komaj 18-letni Oktavijan postal papež. Ob izvolitvi si je nadel ime Janez XII. Kot papež je spet združil svetno in duhovno oblast nad Rimom v svojih rokah, obenem pa je ohranil način življenja, kakršno je bilo takrat splošno v navadi pri rimskem plemstvu. 

### Odnos do vladarjev
Tudi kot svetni gospod ni pokazal kakšnih vladarskih sposobnosti; prevladovala je njegova lahkomiselnost in zaletavost. Kmalu se je spri z Berengarjem iz Ivreje, ki se je po Hugovi smrti 947 razglasil za kralja Italije. Na pomoč je poklical nemškega kralja Otona I., ki je 955 pri Augsburgu uničujoče porazil Madžare in želel svoj vpliv razširiti tudi v Italiji. Kralj se je papeževi prošnji rad odzval, prišel v Rim z vojsko in tam ga je 2. februarja 962 Janez XII. kronal za cesarja. S tem dejanjem se je začelo Sveto rimsko cesarstvo nemške narodnosti oziroma Rimsko-nemško cesarstvo, ki se je ohranilo do leta 1806. Oton je 13. februarja 962 izdal listino Privilégium Ottonianum, s katero je potrdil Pipinovo in Karlovo darovnico, obseg in suverenost cerkvene države, obenem pa obnovil cesarske pravice pri papeških volitvah v smislu Lotarjeve rimske konstitucije 824.
S svoje strani je papež potrdil vse Otonove ukrepe za pokristjanjenje Polabskih Slovanov: središče misijonske dejavnosti naj bo Magdeburg, ki postane tudi metropolitanski sedež za vse pokristjanjene severne Slovane, ustanovi pa novo sufragansko škofijo Merseburg. 
Komaj se je mogočni cesar umaknil iz Rima, se je papež ustrašil njegove moči in se zbal za papeško neodvisnost; prelomil je dogovor z njim in se povezal z Berengarjevim sinom Adalbertom ter mu dovolil, da je z grškimi in saracenskimi četami vkorakal v Rim. Oton se je vrnil, zasedel mesto in od Rimljanov zahteval prisego, da ne bodo volili papeža brez njegovega soglasja. Janez XII. je imel le še toliko časa, da je vzel s seboj cerkveni zaklad in pobegnil. Cesar je 6. novembra 963 v cerkvi sv. Petra sklical sinodo ali koncilček (conciliabulum) nemških in italijanskih škofov ter zastopnikov Rima, ki je pozvala predse pobeglega papeža. Ker se Janez ni hotel vrniti v Rim, ampak je udeležencem sinode grozil z izobčenjem, ga je sinoda 4. decembra 963 odstavila prelomilca pogodbe s cesarjem; očitali so mu pa tudi umor, prelomitev prisege, simonijo in razvratnost. S tem dejanjem je sinoda prvič razveljavila postavko, ki se je pojavila pod papežem Simahom ob koncu 5. stoletja, »prima sedes a nemine judicatur« (prvemu sedežu ne more nihče soditi) in uveljavila teorijo konciliarizma, po kateri je koncil nad papežem. 

### Odstavitev Janeza XII.

#### Zborovanje pri Sv. Petru v Liutprandovi obdelavi
6. novembra 963 je torej cesar sklical zborovanje pri Svetem Petru; na njem so papeža Janeza XII. obsodili zaradi veleizdaje in ga odstavili od papeštva zaradi načina življenja, ki ni dostojno papeža. Osnovno pričevanje za ta conciliabulum (koncilček) črpamo iz dela De rebus gestis Ottonis magni Imperatoris, ki ga je napisal zvesti cesarjev služabnik, kremonski škof Liutprand, ki navaja različne obtožbe:

#### Hudi očitkiJanezu XII.
| Latinsko besedilo | Italijanski prevod | Slovenski prevod |
| --- | --- | --- |
| Tunc consurgens Petrus cardinalis presbiter, se vidisse illum missam celebrasse et non communicasse testatus est. Johannes episcopus Narniensis, et Johannes cardinalis diaconus, se vidisse illum diaconem ordinasse in equorum stabulo, non certis temporibus, sunt professi. Benedictus cardinalis diaconus cum ceteris condiaconibus et presbiteris dixerunt se scire quod ordinationes episcoporum praecio faceret, et quod annorum decem episcopum in Tudertina civitate ordinaret. De sacrilegio dixerunt non esse necesse percontari, quia plus videndo quam audiendo scire potuissemus. De adulterio dixerunt, quod oculis non viderent, sed certissime scirent viduam Rainerii et Stephanam patris concubinam et Annam viduam cum nepte sua abusum esse, et sanctum palatium lupanar et prostibulum fecisse. Venationem dixerunt publice exercuisse; Benedictum spiritalem suum patrem lumine privasse, et mox mortuum esse; Johannem cardinalem subidaconem virilibus amputatis occidisse; incendia fecisse, ense accinctum, galea et lurica indutum esse testati sunt. Diaboli in amorem vinum bibisse, omnes tam clerici quam laici acclamarunt. In ludo aleae, Jovis, Veneris ceterarumque demonum adiutorium poposcisse dixerunt. Matutinas et canonicas horas non enim celebrasse, nec signo crucis se monisse professi sunt. | Allora, alzandosi il cardinale presbitero Pietro, testimoniò di averlo visto celebrare messa senza essersi comunicato. Giovanni, vescovo di Narni, e il cardinale diacono Giovanni, giurarono di averlo visto ordinare un diacono nelle scuderie, non in momenti consoni. Il cardinale diacono Benedetto, con altri diaconi e presbiteri, dissero di sapere che consacrò vescovi dietro pagamento, e che ordinò un bambino di dieci anni come vescovo di Todi. Dissero che non fosse necessario venire a conoscenza del sacrilegio, poiché più vedendo che ascoltando potremmo sapere. Dissero dell'adulterio che non vedevano con gli occhi, ma che sapevano con esatta certezza, cioè che ci fosse stato l'abuso della vedova di Raniero, della concubina del padre Stefania e della vedova Anna con sua nipote, e che avesse ridotto il sacro palazzo (del Laterano) alla stregua di un lupanare e di un prostibulo. Dissero che: si fosse dedicato pubblicamente alla caccia; che avesse accecato il suo padre spirituale Benedetto, che presto fosse morto; che avesse ucciso il cardinale subdiacono Giovanni, dopo averlo castrato; testimoniarono che avesse suscitato incendi, che avesse cinto la spada e che avesse indossato l'elmo e la corazza. Tanto i chierici quanto i laici tutti proclamarono che avesse brindato al Diavolo. Dissero che al gioco dei dadi avesse invocato l'aiuto di Giove, Venere e di altri demoni. Testimoniarono che non avesse celebrato i mattutini e le ore canoniche, né di essersi fatto il segno della croce. | Tedaj je vstal kardinal-duhovnik Peter in je pričeval, da ga je videl maševati ne da bi se obhajal. Narnijski škof Janez in kardinal-diakon Janez sta pod prisego izjavila, da sta ga videla posvečeveti nekega diakona v hlevu, ne da bi se spomnila točnega časa tega dejanja. Kardinal-diakon Benedikt, skupaj z drugimi diakoni in duhovniki, je dejal, da je posvečeval škofe proti plačilu, in da je posvetil desetletnega otroka za škofa v Todiju. Rekli so, da ni treba poizvedovati glede bogoskrunstev, kajti o tem lahko zvemo bolj z gledanjem kot s poslušanjem. Govorili so o nečistovanju, ki ga s svojimi očmi sicer niso videli, ampak zanj vedo s popolno gotovostjo: da je torej zlorabljal Ranijerovo vdovo, priležnico očeta Štefanijo in vdovo Ano z njeno nečakinjo, in da je spremenil sveto Lateransko palačo v javno hišo in shajališče. Povedali so, da se je javno ukvarjal z lovom; da je oslepil svojega duhovnega očeta Benedikta, ki je kmalu nato umrl; da je umoril kardinala-subdiakona Janeza, ko ga je skopil; pričevali so, da je podtikal požare, da se je mečeval in da je oblačil čelado in oklep. Tako kleriki kot laiki so vsi izjavljali, da je nazdravljal hudiču. Pravili so, da je pri kockanju klical na pomoč Jupitra, Venero in druge demone. Pričevali so, da ni opravljal jutranjic in drugih kanoničnih ur, in da sploh ni delal znamenja križa. |

#### Pomisleki gledeLiutprandove[7]nepristranskosti
Skoraj zanesljivo lahko trdimo, da je Liutprandov prikaz papeža Janeza XII. - tukaj je le odlomek obtožb s cesarjeve sinode v Rimu z dne 6. novembra 963 - divje pretiran in nezanesljiv. Do tega sklepa lahko pridemo, če skrbno prebiramo različna poročila o papežu Janezu XII., ki so jih napisali poleg Liutpranda Kremonskega še: Chamberlain, Benedictus Monachus , Peter De Rosa, Tony Bushby, Angelo S. Rappoport, Flodoard, Gustavov Roskoff, James Bryce Joyce, Gregorovius, Philip Schaff, Mann in mnogi drugi. 

Papež Janez XII. (Oktavijan) še zdaleč ni bil vzornega življenja, toda ni bil niti blizu tako sprijen, kot mu to pripisujejo neverodostojni škof Liutprand Kremonski in veliko njega sledečih zgodovinarjev, ki njegovim trditvam slepo verjamejo. Flodoard Reimški in Ratherius Veronski kot najbolj nepristranska vira sicer menita, da Janez XII. ni bil velik papež. Onadva mu pa ne prištevata večine tistih grehov, ki mu jih je očital Liutprand; očitata mu, da je rad hodil na lov s konji in sokoli, se vdajal igram na srečo, pitju vina, laganju, mladostni neizkušenosti, in da je na kraju svojega papeževanja mučil in pohabil kardinala-diakona Janeza in Azza, ko se je vrnil v Rim po neveljavni odstavitvi od papeštva. Obdolževanje s satanizmom, razuzdanim prešuštvovanjem s številnimi ženskami, da mu je povzročil smrt hudič med nečistovanjem, simonijo, podtikanjem požarov itd. pa niso verodostojni, saj izvirajo zgolj izpod Liutprandovega klevetavega peresa, ki se je hotelo prilizniti s tem svojemu gospodarju – svetorimsko-nemškemu cesarju Otonu – in jih drugi, od Liutrpranda neodvisni viri, ne omenjajo. 

#### Janezov odgovor na odstavitev
Kot odgovor na celo vrsto obtožb je Janez XII. iz svojega begunstva na Korziki poslal pismo (breve) koncilskim očetom, v katerem jim grozi z izobčenjem:  
| Joannis Papae XII rescriptum ad episcopis synodi Romanae" | Italijanski prevod | Pismo Janeza XII. škofom na rimskem zborovanju |
| --- | --- | --- |
| Nos audivimus dicere quia vos vultis alium papam facere; si hoc facitis, excommunico vos in nomine Deo omnipotenti, ut non habeatis licentiam nullum ordinare et missam celebrare. | Abbiamo sentito dire che voi volete fare un altro papa; se fate ciò, vi scomunico in nome di Dio Onnipotente, affinché non abbiate alcun permesso di ordinare e di celebrare l'eucarestia.. | Slišali smo, da hočete izvoliti drugega papeža; če boste to storili, vas izobčujem v imenu vsemogočnega Boga; s tem od sedaj naprej izgubite pravico do kakršnegakoli posvečevanja in maševanja. |

### Meniška obnova
Močna protiutež negativnim pojavom v Cerkvi so bila prenovitvena prizadevanja, ki so iz samostanov Cluny, Gorze, Fleury in drugih prerajala krščanstvo v številnih evropskih deželah. V južni Italiji, kjer sta se stikali grška in latinska kultura, je ob poudarjanju vzhodne puščavniške miselnosti ustvaril nov italijansko-grški tip meništva sv. Nil (905-1004). 

### Dela
- »Documenta Catholica Omnia« (v latinščini). Pridobljeno 6. decembra 2011.

- 961-962: Papež Janez XII. je podelil patriarhu Vitalu III. v Gradežu palij. [13] [14] [15]
- Začetek februarja 962: Papež Janez XII. je sklical skupaj s cesarjem Otonom I. v Petrovi stolnici (in ecclesia beati Petri apostoli) sinodo glede reševanja cerkvenih vprašanj. Cesar poroča pred zborom o začetem misijonu vzhodno od Labe po zmagi nad Slovani; za pokristjanjenje tega področja predlaga ustanovitev nadškofije Magdeburg . Papeža opomni, naj popravi svoj način življenja, češ da je celo svoje življenje preživljal v nečimrnosti in prešuštvovanju. [16] [17]
- 26. februar 964. Janez XII. se je vrnil v Rim po Otonovem odhodu v Nemčijo; sklical je zborovanje, ki je razveljavilo odločitve rimske (cesarjeve) sinode ter izobčilo protipapeža Leona VIII.. [18]
- Papež Janez XII. je dejal svetemu Dunstanu: [19] [20] »Naj bo tvoje življenje tako čisto in neoporečno kot sam palij; bodi še posebno usmiljen in brani reveže.« [21] [22]
- 957 je Janez pisal trierskemu nadškofu Henriku, ko mu je podelil uporabo palija, in ga spodbujal k lepemu življenju. Enako pomembna je 958 njegova potrditev posesti samostanu Subiaco. To je storil pod pogojem, »da bodo duhovniki in menihi molili za dobro naše duše in za duše naših naslednikov sto Kyrie-eleison-ov in sto Christe-eleison-ov, in da bodo trikrat na teden duhovniki darovali sveto mašo Vsemogočnemu Bogu za zveličanje naše duše in naših naslednikov.« Tukaj se vidi, da je Janez cenil molitev. [23] »Janez sočustvuje z nadškofom v njegovih težavah, izjavlja, da bo skrbel za čast, ki mu pripada in ga goreče spodbuja, naj opominja tiste, ki se trmasto vdajajo grešnemu življenju in uničevanju Božje cerkve. Izraža veliko željo, naj mu poroča o vsem, kar se godi po Franciji in Nemčiji.« [24] [9]

## Smrt in rodovnik

### Smrt
Janeza XII. je 7. maja 964 zadela kap. Umrl je 14. maja 964 v Rimu, Papeška država, Sveto rimsko cesarstvo; danes: Italija. Liutprand piše, da ga je med prešuštvovanjem udaril v sence hudič. Nekateri to razlagajo tako, češ da ga je kap; drugi pa menijo, da ga je njen ljubosumen mož iz maščevanja smrtno ranil s tem, da ga je udaril s kladivom po glavi. To naj bi se zgodilo v Kampanji; nato je ohromel in umrl čez nekaj dni. 

Pokopan je v Lateranu. Tam je videl njegov grob Panvinio, ki pa ne podaja točne lege. Danes njegov grob ne obstaja.  

### Rodovnikpapeža Janeza
Janez XII. je po pričevanju zgodovinskih virov gotovo prvi član rodbine Tuskulskih (ali Tuskulanskih) grofov, ki je postal papež. Nekateri zgodovinarji pa ugibajo, da je imel sorodstvene vezi tudi s Hadrijanom I. in Sergijem III., kakor tudi z Anastazijem III. in Janezom XI., če bi seveda bila resnična podmena, da sta bila nezakonska sina papeža Sergija III. Naslednji papeži pa so bili zanesljivo sorodniki papeža Janeza XII.: Benedikt VII., Benedikt VIII., Janez XIX., Benedikt IX. in Benedikt X.. 
| Papež Janez XII. | oče: Alberik II. Spoletski | očetov dedek: Alberik I. Spoletski        | očetov pradedek: ?                         |
| Papež Janez XII. | oče: Alberik II. Spoletski | očetov dedek: Alberik I. Spoletski        | očetova prababica: ?                       |
| Papež Janez XII. | oče: Alberik II. Spoletski | očetova babica: Marozia, kraljica Italije | očetov pradedek: Teofilakt, rimski senator |
| Papež Janez XII. | oče: Alberik II. Spoletski | očetova babica: Marozia, kraljica Italije | očetova prababica: Teodora I.              |
| Papež Janez XII. | mati: Alda                 | materin dedek: Hugo                       | materin pradedek: Tebald                   |
| Papež Janez XII. | mati: Alda                 | materin dedek: Hugo                       | materina prababica: Berta                  |
| Papež Janez XII. | mati: Alda                 | materina babica: Ada                      | materin pradedek: ?                        |
| Papež Janez XII. | mati: Alda                 | materina babica: Ada                      | materina prababica: ?                      |

### VerjetniTeofilaktovrodovnik
|                                                       |                                                       |                                                       |                                                       |                                                       |                                                       |  |  |                                       |                                       |                                       |                                       |                                       |                                       | Teofilakt I., tuskulski grof 864–924 | Teofilakt I., tuskulski grof 864–924 | Teofilakt I., tuskulski grof 864–924 | Teofilakt I., tuskulski grof 864–924 | Teofilakt I., tuskulski grof 864–924 | Teofilakt I., tuskulski grof 864–924 |                                    |                                    | Teodora         | Teodora         | Teodora                        | Teodora                        | Teodora                        | Teodora                        |                                |                                |                             |                             |                             |                             |  |  |  |  |  |  |  |  |  |  |  |  |  |  |
|                                                       |                                                       |                                                       |                                                       |                                                       |                                                       |  |  |                                       |                                       |                                       |                                       |                                       |                                       | Teofilakt I., tuskulski grof 864–924 | Teofilakt I., tuskulski grof 864–924 | Teofilakt I., tuskulski grof 864–924 | Teofilakt I., tuskulski grof 864–924 | Teofilakt I., tuskulski grof 864–924 | Teofilakt I., tuskulski grof 864–924 |                                    |                                    | Teodora         | Teodora         | Teodora                        | Teodora                        | Teodora                        | Teodora                        |                                |                                |                             |                             |                             |                             |  |  |  |  |  |  |  |  |  |  |  |  |  |  |
|                                                       |                                                       |                                                       |                                                       |                                                       |                                                       |  |  |                                       |                                       |                                       |                                       |                                       |                                       |                                      |                                      |                                      |                                      |                                      |                                      |                                    |                                    |                 |                 |                                |                                |                                |                                |                                |                                |                             |                             |                             |                             |  |  |  |  |  |  |  |  |  |  |  |  |  |  |
| Hugo Italijanski 887-924-948 (tudi poročen z Marozio) | Hugo Italijanski 887-924-948 (tudi poročen z Marozio) | Hugo Italijanski 887-924-948 (tudi poročen z Marozio) | Hugo Italijanski 887-924-948 (tudi poročen z Marozio) | Hugo Italijanski 887-924-948 (tudi poročen z Marozio) | Hugo Italijanski 887-924-948 (tudi poročen z Marozio) |  |  | Alberik I. Spoletski (grof) d. 925    | Alberik I. Spoletski (grof) d. 925    | Alberik I. Spoletski (grof) d. 925    | Alberik I. Spoletski (grof) d. 925    | Alberik I. Spoletski (grof) d. 925    | Alberik I. Spoletski (grof) d. 925    |                                      |                                      |                                      |                                      | Marozia 890–937                      | Marozia 890–937                      | Marozia 890–937                    | Marozia 890–937                    | Marozia 890–937 | Marozia 890–937 |                                |                                |                                |                                | Sergij III. (papež) 904–911    | Sergij III. (papež) 904–911    | Sergij III. (papež) 904–911 | Sergij III. (papež) 904–911 | Sergij III. (papež) 904–911 | Sergij III. (papež) 904–911 |  |  |  |  |  |  |  |  |  |  |  |  |  |  |
| Hugo Italijanski 887-924-948 (tudi poročen z Marozio) | Hugo Italijanski 887-924-948 (tudi poročen z Marozio) | Hugo Italijanski 887-924-948 (tudi poročen z Marozio) | Hugo Italijanski 887-924-948 (tudi poročen z Marozio) | Hugo Italijanski 887-924-948 (tudi poročen z Marozio) | Hugo Italijanski 887-924-948 (tudi poročen z Marozio) |  |  | Alberik I. Spoletski (grof) d. 925    | Alberik I. Spoletski (grof) d. 925    | Alberik I. Spoletski (grof) d. 925    | Alberik I. Spoletski (grof) d. 925    | Alberik I. Spoletski (grof) d. 925    | Alberik I. Spoletski (grof) d. 925    |                                      |                                      |                                      |                                      | Marozia 890–937                      | Marozia 890–937                      | Marozia 890–937                    | Marozia 890–937                    | Marozia 890–937 | Marozia 890–937 |                                |                                |                                |                                | Sergij III. (papež) 904–911    | Sergij III. (papež) 904–911    | Sergij III. (papež) 904–911 | Sergij III. (papež) 904–911 | Sergij III. (papež) 904–911 | Sergij III. (papež) 904–911 |  |  |  |  |  |  |  |  |  |  |  |  |  |  |
|                                                       |                                                       |                                                       |                                                       |                                                       |                                                       |  |  |                                       |                                       |                                       |                                       |                                       |                                       |                                      |                                      |                                      |                                      |                                      |                                      |                                    |                                    |                 |                 |                                |                                |                                |                                |                                |                                |                             |                             |                             |                             |  |  |  |  |  |  |  |  |  |  |  |  |  |  |
|                                                       |                                                       |                                                       |                                                       |                                                       |                                                       |  |  |                                       |                                       |                                       |                                       |                                       |                                       |                                      |                                      |                                      |                                      |                                      |                                      |                                    |                                    |                 |                 |                                |                                |                                |                                |                                |                                |                             |                             |                             |                             |  |  |  |  |  |  |  |  |  |  |  |  |  |  |
| Alda Viennska                                         | Alda Viennska                                         | Alda Viennska                                         | Alda Viennska                                         | Alda Viennska                                         | Alda Viennska                                         |  |  | Alberik II. Spoletski 905–954         | Alberik II. Spoletski 905–954         | Alberik II. Spoletski 905–954         | Alberik II. Spoletski 905–954         | Alberik II. Spoletski 905–954         | Alberik II. Spoletski 905–954         |                                      |                                      | David ali Deodat                     | David ali Deodat                     | David ali Deodat                     | David ali Deodat                     | David ali Deodat                   | David ali Deodat                   |                 |                 | Janez XI. (papež) 931–935      | Janez XI. (papež) 931–935      | Janez XI. (papež) 931–935      | Janez XI. (papež) 931–935      | Janez XI. (papež) 931–935      | Janez XI. (papež) 931–935      |                             |                             |                             |                             |  |  |  |  |  |  |  |  |  |  |  |  |  |  |
| Alda Viennska                                         | Alda Viennska                                         | Alda Viennska                                         | Alda Viennska                                         | Alda Viennska                                         | Alda Viennska                                         |  |  | Alberik II. Spoletski 905–954         | Alberik II. Spoletski 905–954         | Alberik II. Spoletski 905–954         | Alberik II. Spoletski 905–954         | Alberik II. Spoletski 905–954         | Alberik II. Spoletski 905–954         |                                      |                                      | David ali Deodat                     | David ali Deodat                     | David ali Deodat                     | David ali Deodat                     | David ali Deodat                   | David ali Deodat                   |                 |                 | Janez XI. (papež) 931–935      | Janez XI. (papež) 931–935      | Janez XI. (papež) 931–935      | Janez XI. (papež) 931–935      | Janez XI. (papež) 931–935      | Janez XI. (papež) 931–935      |                             |                             |                             |                             |  |  |  |  |  |  |  |  |  |  |  |  |  |  |
|                                                       |                                                       |                                                       |                                                       |                                                       |                                                       |  |  |                                       |                                       |                                       |                                       |                                       |                                       |                                      |                                      |                                      |                                      |                                      |                                      |                                    |                                    |                 |                 |                                |                                |                                |                                |                                |                                |                             |                             |                             |                             |  |  |  |  |  |  |  |  |  |  |  |  |  |  |
|                                                       |                                                       |                                                       |                                                       |                                                       |                                                       |  |  |                                       |                                       |                                       |                                       |                                       |                                       |                                      |                                      |                                      |                                      |                                      |                                      |                                    |                                    |                 |                 |                                |                                |                                |                                |                                |                                |                             |                             |                             |                             |  |  |  |  |  |  |  |  |  |  |  |  |  |  |
| Gregor I. Tuskulski (grof)                            | Gregor I. Tuskulski (grof)                            | Gregor I. Tuskulski (grof)                            | Gregor I. Tuskulski (grof)                            | Gregor I. Tuskulski (grof)                            | Gregor I. Tuskulski (grof)                            |  |  | Janez XII. (papež) 955–964            | Janez XII. (papež) 955–964            | Janez XII. (papež) 955–964            | Janez XII. (papež) 955–964            | Janez XII. (papež) 955–964            | Janez XII. (papež) 955–964            |                                      |                                      | Benedikt VII. (papež) 974-983        | Benedikt VII. (papež) 974-983        | Benedikt VII. (papež) 974-983        | Benedikt VII. (papež) 974-983        | Benedikt VII. (papež) 974-983      | Benedikt VII. (papež) 974-983      |                 |                 |                                |                                |                                |                                |                                |                                |                             |                             |                             |                             |  |  |  |  |  |  |  |  |  |  |  |  |  |  |
| Gregor I. Tuskulski (grof)                            | Gregor I. Tuskulski (grof)                            | Gregor I. Tuskulski (grof)                            | Gregor I. Tuskulski (grof)                            | Gregor I. Tuskulski (grof)                            | Gregor I. Tuskulski (grof)                            |  |  | Janez XII. (papež) 955–964            | Janez XII. (papež) 955–964            | Janez XII. (papež) 955–964            | Janez XII. (papež) 955–964            | Janez XII. (papež) 955–964            | Janez XII. (papež) 955–964            |                                      |                                      | Benedikt VII. (papež) 974-983        | Benedikt VII. (papež) 974-983        | Benedikt VII. (papež) 974-983        | Benedikt VII. (papež) 974-983        | Benedikt VII. (papež) 974-983      | Benedikt VII. (papež) 974-983      |                 |                 |                                |                                |                                |                                |                                |                                |                             |                             |                             |                             |  |  |  |  |  |  |  |  |  |  |  |  |  |  |
|                                                       |                                                       |                                                       |                                                       |                                                       |                                                       |  |  |                                       |                                       |                                       |                                       |                                       |                                       |                                      |                                      |                                      |                                      |                                      |                                      |                                    |                                    |                 |                 |                                |                                |                                |                                |                                |                                |                             |                             |                             |                             |  |  |  |  |  |  |  |  |  |  |  |  |  |  |
| Benedikt VIII. (papež) papež 1012–1024                | Benedikt VIII. (papež) papež 1012–1024                | Benedikt VIII. (papež) papež 1012–1024                | Benedikt VIII. (papež) papež 1012–1024                | Benedikt VIII. (papež) papež 1012–1024                | Benedikt VIII. (papež) papež 1012–1024                |  |  | Alberik III. Tuskulski (grof) u. 1044 | Alberik III. Tuskulski (grof) u. 1044 | Alberik III. Tuskulski (grof) u. 1044 | Alberik III. Tuskulski (grof) u. 1044 | Alberik III. Tuskulski (grof) u. 1044 | Alberik III. Tuskulski (grof) u. 1044 |                                      |                                      | Janez XIX. (papež) papež 1024–1032   | Janez XIX. (papež) papež 1024–1032   | Janez XIX. (papež) papež 1024–1032   | Janez XIX. (papež) papež 1024–1032   | Janez XIX. (papež) papež 1024–1032 | Janez XIX. (papež) papež 1024–1032 |                 |                 |                                |                                |                                |                                |                                |                                |                             |                             |                             |                             |  |  |  |  |  |  |  |  |  |  |  |  |  |  |
| Benedikt VIII. (papež) papež 1012–1024                | Benedikt VIII. (papež) papež 1012–1024                | Benedikt VIII. (papež) papež 1012–1024                | Benedikt VIII. (papež) papež 1012–1024                | Benedikt VIII. (papež) papež 1012–1024                | Benedikt VIII. (papež) papež 1012–1024                |  |  | Alberik III. Tuskulski (grof) u. 1044 | Alberik III. Tuskulski (grof) u. 1044 | Alberik III. Tuskulski (grof) u. 1044 | Alberik III. Tuskulski (grof) u. 1044 | Alberik III. Tuskulski (grof) u. 1044 | Alberik III. Tuskulski (grof) u. 1044 |                                      |                                      | Janez XIX. (papež) papež 1024–1032   | Janez XIX. (papež) papež 1024–1032   | Janez XIX. (papež) papež 1024–1032   | Janez XIX. (papež) papež 1024–1032   | Janez XIX. (papež) papež 1024–1032 | Janez XIX. (papež) papež 1024–1032 |                 |                 |                                |                                |                                |                                |                                |                                |                             |                             |                             |                             |  |  |  |  |  |  |  |  |  |  |  |  |  |  |
|                                                       |                                                       |                                                       |                                                       |                                                       |                                                       |  |  |                                       |                                       |                                       |                                       |                                       |                                       |                                      |                                      |                                      |                                      |                                      |                                      |                                    |                                    |                 |                 |                                |                                |                                |                                |                                |                                |                             |                             |                             |                             |  |  |  |  |  |  |  |  |  |  |  |  |  |  |
| vojvoda Peter Rimski                                  | vojvoda Peter Rimski                                  | vojvoda Peter Rimski                                  | vojvoda Peter Rimski                                  | vojvoda Peter Rimski                                  | vojvoda Peter Rimski                                  |  |  | Gaius                                 | Gaius                                 | Gaius                                 | Gaius                                 | Gaius                                 | Gaius                                 |                                      |                                      | Octavianus                           | Octavianus                           | Octavianus                           | Octavianus                           | Octavianus                         | Octavianus                         |                 |                 | Benedikt IX. (papež) 1012–1055 | Benedikt IX. (papež) 1012–1055 | Benedikt IX. (papež) 1012–1055 | Benedikt IX. (papež) 1012–1055 | Benedikt IX. (papež) 1012–1055 | Benedikt IX. (papež) 1012–1055 |                             |                             |                             |                             |  |  |  |  |  |  |  |  |  |  |  |  |  |  |

## Ocena

### Eden najslabših papežev
Janez XII. – po pravici ali krivici – uživa vse do danes »sloves« najslabšega, ali vsaj enega od najslabših papežev in mu pripisujejo mnoge pregrehe, črpajoč predvsem iz Liutprandovih zgodovinskih netočnosti in neresničnosti, ki so jih opazili in skušali popraviti že nekateri srednjeveški zgodovinarji; nekateri pa mu v duhu današnjega časa dodajajo še nekatere danes razširjene pregrehe, na primer hotništvo in pedofilstvo, ki mu ga starejši viri niso nikoli podtikali.  Tako lahko beremo o njem naslednje trditve:
1. Če že ni bil najbolj grozen papež vseh časov, je bil nesporno najbolj hudoben. [29]
2. Posiljeval je romarice in klical poganske bogove. [30]
3. Janez je bil pravi dinamit – razuzdanec, morilec, posiljevalec. Predvsem pa je veljal za ljubitelja satana, česar sploh ni skrival. [31] Tudi neki drugi članek nosi naslov: „Razvratnež, morilec in častilec satana“. [32]
4. Pomnijo ga po številnih seksualnih aferah, redno se je kockal. Umrl je nenadoma, uradno od kapi, čeprav so do danes ostale čenče o tem, da ga je umoril nek ljubosumen mož. [33]
5. O njegovem liku pričajo mnogi zgodovinski viri, ki navajajo, da je bil grob, nenraven, a živel je tako, da so o Vatikanu tistihmal govorili kot o bordelu. Na koncu je obsojen zaradi krivoprisežništva, simonije in drugih zločinov, zaradi česar so ga na kratko odstavili. Toda Janez XII. se je kmalu vrnil na prestol s krvavo čistko. Na koncu so ga umorili najdenega z ljubavnico. [34] [35]
6. Kot papež je Janez XII. združil vso svetno in duhovno oblast nad Rimom v svojih rokah, obenem pa je ohranil način življenja, kakršno je bilo takrat splošno v navadi pri rimskem plemstvu. Ocena njegovega pontifikata je tudi ob upoštevanju vse tedanje moralne pokvarjenosti v Rimu naravnost uničujoča: nad njegovim pohujšljivim življenjem so se sodobniki zgražali, občutili so njegovo brezobzirnost in brezvestnost. Z njim je papeštvo padlo do svoje najnižje točke. [4]

Zanimivo, da ga nekateri tozadevni sestavki ne uvrščajo na seznam spornih papežev; tako na primer manjka na sestavku »Lestvica 10 spornih papežev«. . Ni ga niti v članku, ki govori o najslabšem papežu. 

### Olajševalne okoliščine
Poskusimo osvetliti Janezovo življenje in delovanje še z druge strani. 
1. Flodoard ne omenja skoraj ničesar, kar bi bilo Janezu v škodo. Edine besede, ki mečejo senco na njegov značaj, se tičejo njegovega neverskega življenja (quia de inreligiositate sua corripiebatur) [38] [39]; omenja tudi, »da bi Otonovim načrtom bolj ustrezalo, če papeža Janeza čim bolj očnijo.«
2. Če so take reči rekli Otonovi odposlanci, jih moramo imeti za kleveto. Zgodovinarji tujih narodov (razen tistih nemških nacionalistov) ne govorijo ničesar o Janezovih hudodelstvih; cerkve bi bile morale propasti pod pogojem, da je trajalo tako vsesplošno razdejanje skozi šest let njegovega vladanja.«  [40]
3. Liutprand poroča, da je Janez XII. poslal škofa Leona in kardinala-diakona Janeza v Carigrad proti Otonovim načrtom, kar je nezdružljivo s tem, da je Janez ta človeka pozneje kaznoval. Liutprand pravi v pogl. 19 tudi, da je Janez XII. odsekal kardinalu-diakonu desno roko, medtem ko je zmešani menih Benedikt rekel, da je Janez XII. odsekal roko Azu. [41]
4. Liutprand piše nadalje glede poteka rimskega koncilčka: “Tisti, ki so bili tam navzoči, so bili popolnoma tiho, in sveti cesar je začel govoriti: ‘Kako prav bi bilo, da bi bil gospod papež Janez navzoč na tako odličnem in svetem zboru! Toda mi vas vprašamo, sveti očetje, ki ste živeli in delovali skupaj z njim, zakaj je odklonil on pridružiti se tako odlični družbi?” Nato so rimski škofje, kardinali-duhovniki in diakoni skupaj z vsem ljudstvom odgovorili: “Mi se čudimo vaši najsvetejši modrosti, da nas želi povpraševati o zadevi, ki ni neznana prebivalcem Iberije, Babilonije in Indije.« To je očitno pretirano, zlasti če poudarimo izraze kot: so bili popolnoma tiho, skupaj z vsem ljudstvom so odgovorili, zadeva ni neznana prebivalcem Iberije, Babilonije in Indije – da človeka posili smeh!
5. Liutprand zopet piše: “Celoten zbor je vzkliknil ‘kot en človek’, da želijo biti večno pogubljeni, če zadeve, ki jih prinašajo zoper Janeza, niso resnične”. (Tukaj Liutprand zelo pretirava!)
6. “Tisti, ki so prinesli najtežje obtožbe zoper Janeza XII., so bili privrženci cesarja Otona in Nemcev”, ki so “se trudili, da bi čim bolj ustregli Otonovim željam”. [42]
7. Liutprand napačno trdi, da je bil Janez XII. tisti, ki je začel veseljačiti z Adalbertom; medtem pa Continuatore di Regino dokazuje, da je bil Adalbert pobudnik in da je izkoriščal Janezovo mladostno neizkušenost.
8. Liutprand pravi, da je Belcebub udaril Janeza XII. v sence med nečistovanjem z žensko zunaj Rima, in da je Janez umrl osem dni pozneje, ne da bi prejel sveto popotnico. – Zakaj naj bi satan želel dokončati življenje služabnika, ki bi mu živ veliko več koristil in bi s svojim pohujšljivim življenjem napravil tako Cerkvi še več škode? Poleg tega zadet od kapi niti ni mogel prejeti zakramentov. Gregorovius uporablja namesto Belcebuba ljubosumnega moža, da bi pravljico napravil bolj verjetno; drugi pa, kot npr. Hefele [43] v Conciliengeschichte[44] pripisujejo Janezovo smrt kapi. V resnici pa je vzrok njegove smrti negotov. [45][46]
9. Opat Leon je dejal, da so papeža Janeza XII. neusmiljeno obrekovali, obtoževali in sramotili. Opat Leon, ki je bil odposlanec Janeza XV. v Franciji, poroča to 991 na Reimškem zboru v svojem pismu kralju Hugu Capetu in njegovemu sinu Robertu Pobožnemu, ko pravi: »V času Alberikovega sina papeža Janeza XII., ki ste ga vi (kralji in škofje Reimsa) malopridno spravili ob dober glas. [47]
10. Liutprand pravi, da so številne ljubice Janeza XII. dvignile Rimljane na boj zoper Leona VIII. in ga izgnale iz Rima – kar je vsekakor nesmisel.
11. Liutprand ne piše napačno le o Janezu XII., ampak tudi o drugih; tako npr. piše, češ da je bil Johannes, natione Romanus ex patre Sergio papa [48]. Mann, Poole, Llewelyn v Rome in the Dark Ages, Hefele, Gfrörer, Muratori in Kenrick pa nasprotno smatrajo, da Janez XI. ni bil sin kakega papeža, ampak tuskulskega grofa Alberika Spoletskega.
12. Tako imenovana odstavitev papeža Janeza XII. je bila neveljavna iz več razlogov in je bila izraz od Cerkve večkrat obsojenega konciliarizma.

Glede odnosa do slabih papežev (in duhovnikov) pa pravi protestantovski zgodovinar Pastor tole: Nepopolnost ne vpliva na notranjo vrednost dragulja, niti zlat novec ne izgubi svoje vrednosti, če gre skozi nečiste roke. Kolikor je duhovnik javni uslužbenec svete Cerkve, se od njega pričakuje neoporečno življenje; predvsem zato, ker je on pri svoji službi vzor kreposti, po kateri se laiki zgledujejo; nadalje zato, ker njegovo življenje, če je čednostno, navdihuje gledalce s spoštovanjem do družbe, kateri je okras. Toda zakladi Cerkve, njen božanski značaj, njena svetost, Božje razodetje, Božja milost, duhovna oblast – to je dobro znano – niso odvisne od nravnega značaja cerkvenih delavcev in uradnikov. Vsekakor njeni duhovniki ne morejo zmanjšati niti pičice notranje vrednosti duhovnega zaklada, ki jim je zaupan.  

### KonecMračnega stoletjain začetekcezaropapizma
- Z vzpostavitvijo rimsko-nemškega cesarstva 962 se je začela oblikovati tudi t.i. Reichskirche (državna Cerkev). Že Karel Veliki je v nekaterih primerih sam imenoval škofe, Oton I. pa je njegov državni cerkveni sistem dopolnil. Zagotovil si je pravico imenovanja in umeščanja škofov; tako je uvedel laično investituro za visoke cerkvene službe, ki so odslej bile povezane z bogatimi fevdi. Škofje so z umeščanjem postali cesarjevi vazali, Cerkev je vse bolj postajala »osrednja državna ustanova«. V času Otona III. je laična investitura postala že reden državni sistem, istočasno pa so se pojavile številne negativne posledice takega sestava, ki so v različnih oblikah skozi dolga stoletja ostale težko breme Cerkvi pri izvrševanju njenega poslanstva in spričevale, da je za Cerkev bila fevdalizacija oziroma povezovanje s fevdalnim sistemom eden najpogubnejših pojavov v vsej njeni zgodovini. [50] Z obnovo Svetorimskega cesarstva nemške narodnosti je po Mračnem stoletju nastopil torej za Cerkev čas prav tako mračnega cezaropapizma z laično investituro, kar je pripeljalo do dolgotrajnega, nepopustljivega in izčrpljujočega investiturnega boja. Cesar se je začel vmešavati v cerkvene zadeve ne le z umeščanjem škofov in opatov, ampak tudi s postavljanjem in odstavljanmjem papežev.
- Za papeže je bilo 10. stoletje vsekakor temačno obdobje in ga po pravici imenujemo Mračno stoletje. Brez cesarske zaščite so bili na milost in nemilost prepuščeni muham rimskega plemstva, ki si je nadzor nad Cerkvijo pridobivalo tako, da je na njene položaje nastavljalo svoje sorodnike ali politične somišljenike, ne glede na to, ali so bili tega vredni; v svojem stremuštvu so nastavljali in odstavljali papeže, večkrat pa jim tudi stregli po življenju. Kronika, ki jo je napisal nemški škof Liutprand, slika posvetnost na papeškem dvoru; vendar je njegova poročila treba brati s pridržkom, saj je bil pisec zelo protirimsko razpoložen - kar tudi sam izrecno poudarja - in je zato dvomno, da je pisal nepristransko. [51] Mračno pa imenujejo to stoletje tudi zato, ker je bilo polno spletk in umorov, ki so dosegali tudi papeški dvor; obenem pa je bilo to tudi obdobje roparskih vpadov divjih poganskih Normanov, Vikingov in Madžarov, ter muslimanskih Saracenov in Turkov.
- Za to obdobje manjkajo neodvisni in nepristranski zgodovinski viri. Večino poročil o škandalih, nasilju in razvratu v Rimu je napisal torej že omenjeni Liutprand. Svojemu delu je dal pomenljiv naslov Maščevanje (Obračun, Antapodosis). Ta naslov daje slutiti, da je v svojem pripovedovnju brez dvoma pretiraval in da je pač nalašč izbiral samo pohujšljive zgodbe, da bi se na ta način maščeval nekaterim ljudem, ki so se mu zamerili. Pretresljivo in daleč pretirano pa je na primer Liutprandovo mnenje, da je bila za Langobarde, Sase in Franke najhujša zmerljivka in žalitev, če si komu rekel, da je Rimljan. V tej besedi je po njegovem mnenju izraženo vse, kar ja na tem svetu slabega, zlobnega in gnilega. Razume se, da je to njegovo mnenje krivično. Kljub Liutprandovim pretiravanjem pa je ostalo v takratni družbi še vedno dovolj slabega, kar je najedalo tudi Cerkev tako od zunaj kot od znotraj. Tako si lahko mislimo, da je to bil v resnici strašen čas. [52]